# Макаровка (Ніколаєвський район)
Мака́ровка (рос. Макаровка) — село у складі Ніколаєвського району Хабаровського краю, Росія. Входить до складу Пуїрського сільського поселення.

## Населення
Населення — 7 осіб (2010; 25 у 2002).
Національний склад (станом на 2002 рік):
- нівхи — 80 %